# Prueba nuclear

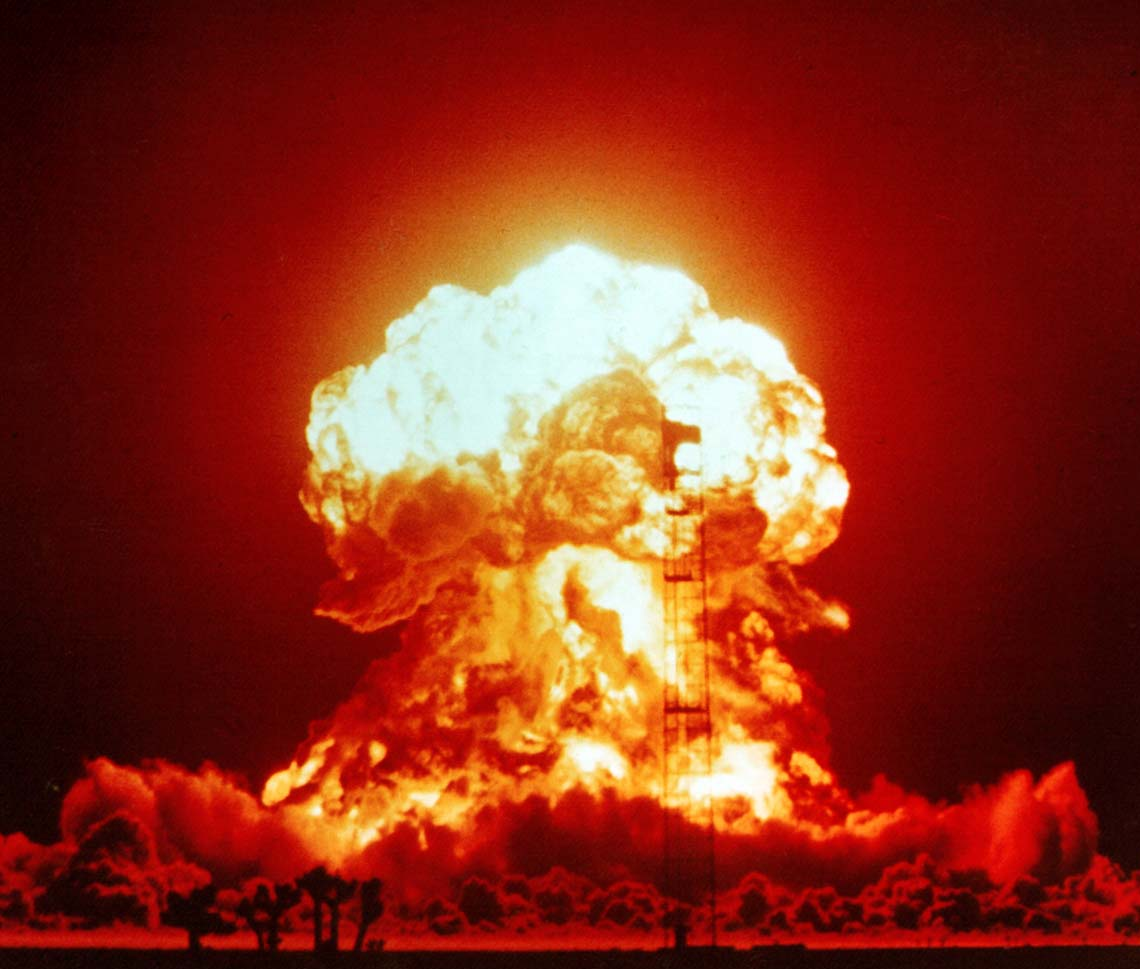
Prueba nuclear en el desierto de Nevada, en 1953.

Una prueba o ensayo nuclear es la detonación de un arma nuclear con fines experimentales (determinar el rendimiento de un arma, los efectos destructivos de la misma, etc.) o de desarrollo de armamento nuclear a futuro.
Algunas detonaciones han tenido lugar con fines pacíficos. Por ejemplo, cerca de 27 detonaciones se han realizado para cavar pozos o construir canales o puertos artificiales, o bien para extraer combustible o gas subterráneo. Por otra parte, la detonación más potente de la historia, la "Bomba del Zar" se realizó con objetivos puramente propagandísticos, ya que un arma de tal tamaño y potencia sería muy difícil de utilizar contra el enemigo, debido, entre otras razones, a la necesidad de utilizar un bombardero modificado. Dos o más detonaciones realizadas a menos de 2 km unas de otras y con un intervalo de tiempo no superior a 0,1 segundo se consideran como una sola prueba (llamada "salvo").

## Tipos de prueba nuclear

Tipos de prueba nuclear:
1. atmosférica,
2. subterránea,
3. estratosférica,
4. submarina.

Las pruebas nucleares se clasifican como atmosféricas (cuando la explosión tiene lugar dentro de la atmósfera), estratosféricas (en las que el arma nuclear usualmente es transportada en un cohete fuera de la atmósfera), subterráneas y submarinas. Las atmosféricas producen una contaminación mayor, mientras en los otros tipos la lluvia radiactiva es más limitada. Las pruebas exoatmosféricas pueden generar un pulso electromagnético. Asimismo, las pruebas nucleares pueden realizarse mediante lanzamientos desde aeronaves (airdrop), o bien situando al arma nuclear en la cima de una torre, en un contenedor impermeable bajo el agua, encima de una embarcación, bajo tierra, o en el espacio exterior mediante el uso de un cohete (prueba nuclear de gran altitud).

## Historia

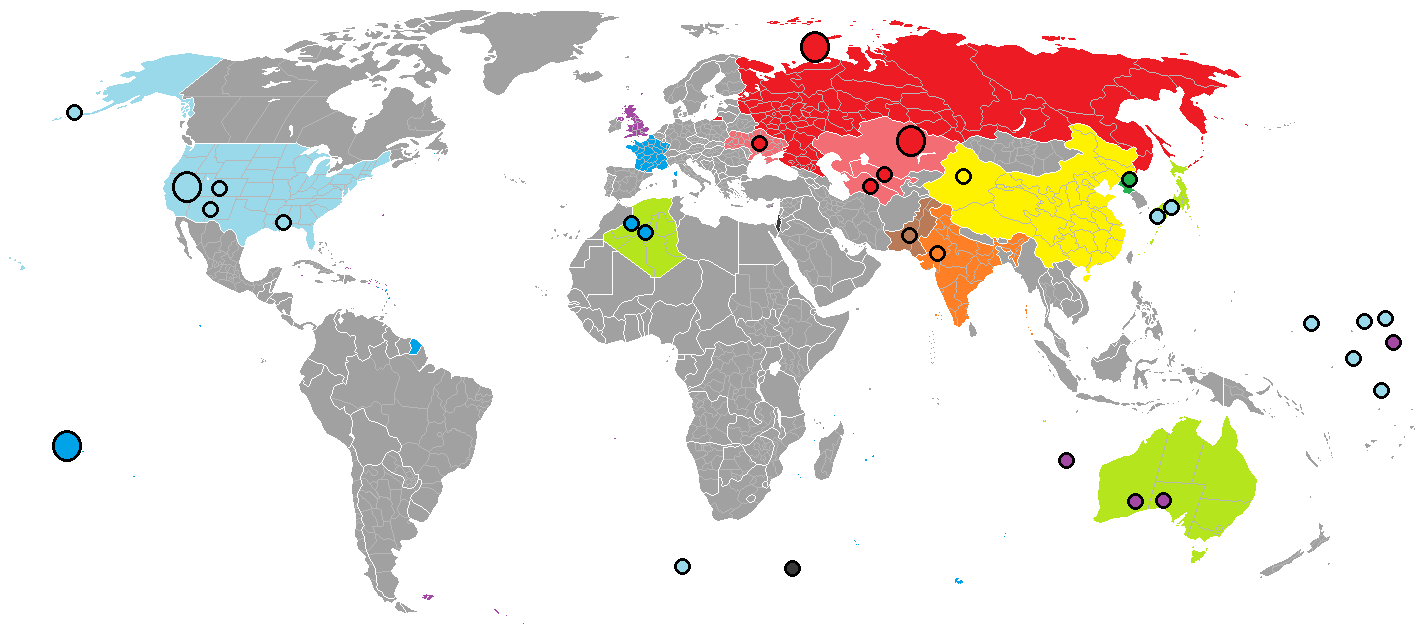
Localización de las pruebas nucleares.

La primera bomba atómica fue detonada por Estados Unidos el 16 de julio de 1945, con un rendimiento equivalente a 20 kt. Esta prueba, realizada bajo el Proyecto Manhattan, tenía como objetivo probar la viabilidad de la bomba de fisión nuclear, usada más tarde contra Japón. La primera bomba de hidrógeno, nombre código Mike, fue probada en el atolón de Enewetak en las Islas Marshall, el 1 de noviembre de 1952, también por Estados Unidos. La detonación nuclear más poderosa de la historia fue realizada por la Unión Soviética: la "Bomba del Zar", o "Tsar Bomba", con un rendimiento de aproximadamente 50 Mt.
El 5 de agosto de 1963, se firmó un tratado para limitar la cantidad de pruebas nucleares. El tratado permitió únicamente pruebas subterráneas, aunque las detonaciones atmosféricas continuaron. Francia continuó sus pruebas nucleares atmosféricas hasta 1974, mientras China continuó hasta 1980. La última detonación nuclear realizada por Estados Unidos (subterránea) tuvo lugar en 1992; la Unión Soviética continuó hasta 1990, el Reino Unido hasta 1991, y Francia y China hasta 1996. Posteriormente, sólo India y Pakistán, que no forman parte del acuerdo de prohibición de pruebas nucleares, detonaron bombas atómicas hasta 1998.
Por lo general, la lluvia radiactiva no ha causado graves consecuencias a los seres humanos, a excepción de las bombas lanzadas contra Hiroshima y Nagasaki y la prueba Castle Bravo. Después de estos dos ataques nucleares, se realizaron dos detonaciones durante la Operación Crossroads (donde se utilizó cerca del 20% del arsenal de armas nucleares de la época) que tuvo lugar en el atolón de Bikini. Estados Unidos realizó un total de seis detonaciones antes de que la Unión Soviética detonase su primera bomba nuclear, Joe-1, el 29 de agosto de 1949.
Mientras los norteamericanos realizan sus pruebas en el Área de Pruebas de Nevada y en las Islas Marshall, los soviéticos efectuaron las pruebas principalmente en Kazajistán. Durante la Guerra Fría tuvo lugar la gran mayoría de detonaciones nucleares. Durante la explosión termonuclear Castle Bravo, realizada en las Islas Marshall en 1954, se materializó una lluvia radiactiva, lo cual causó la contaminación de miles de kilómetros de océanos e islas deshabitadas. Se trataba de un nuevo diseño de bomba termonuclear, pero el rendimiento del arma (de 15 Mt) fue del doble de lo proyectado. La radiación afectó también a islas habitadas, donde, aunque se evacuó a la población, se registró una larga exposición a la lluvia radiactiva, y posiblemente con el tiempo aumentaron los casos de cáncer en los habitantes de esta zona del Pacífico. Asimismo, la radiación afectó a la tripulación de un bote pesquero japonés llamado Lucky Dragon 5 (Daigo Fukuryū Maru) que se encontraba en las cercanías. El tripulante Aikichi Kuboyama muere por la lluvia ácida siete meses después, con 40 años de edad, en lo que fue el primer caso de muerte por una bomba de hidrógeno. El barco aún se conserva y está en exhibición en Tokio. 
Asimismo, existen naciones que disponen de un arsenal nuclear, pero nunca han realizado pruebas atómicas, como es el caso de Israel.
Se han realizado más de 2000 detonaciones nucleares, incluidos los dos ataques nucleares que corresponden a los únicos usos de armas nucleares contra población civil. 
- Estados Unidos ha realizado, entre el 16 de julio de 1945 y el 23 de septiembre de 1992, un total de 1054 pruebas nucleares y dos ataques nucleares contra Japón. La mayor parte tuvo lugar en el Emplazamiento de Pruebas de Nevada y en las Islas Marshall, así como en otros diez lugares, entre los que se encuentran Alaska, Colorado, Misisipi y Nuevo México.

- La Unión Soviética realizó entre 715 y 969 detonaciones, la mayor parte en Semipalatinsk y en Novaya Zemlya, y en varios otros sitios en Rusia, Kazajistán, Turkmenistán y Ucrania.

- Francia ha efectuado 210 detonaciones, principalmente en Reggane y Ekker en Argelia, y en Fangataufa y Mururoa en la Polinesia francesa.

- Reino Unido realizó 45 explosiones nucleares (21 en territorio australiano, incluyendo nueve en el sur de Australia, en Maralinga y Emu Field, además de detonaciones realizadas conjuntamente con Estados Unidos).

- China realizó 45 detonaciones (23 atmosféricas y 22 subterráneas, todas ellas efectuadas en Lop Nur, en Malan, Xinjiang).

- Corea del Norte ha realizado 4 pruebas subterráneas en su territorio nacional.

- India ha efectuado 5 o 6 detonaciones, en Pokhran.

- Pakistán, realizó entre 3 y 6 detonaciones, en Chagai Hills.